# جاهيير بارازا
جاهيير بارازا (بالإسبانية: Jahir Barraza)‏ (17 سبتمبر 1990 في المكسيك - ) هو لاعب كرة قدم مكسيكي في مركز الهجوم. لعب مع نادي أطلس ونادي جامعة غوادالاخارا ونادي نيكاكسا.

## روابط خارجية
- جاهيير بارازا على موقع إي إس بي إن إف سي (الإنجليزية)
- جاهيير بارازا على موقع قاعدة بيانات كرة القدم.إي يو (الإنجليزية)
- جاهيير بارازا على موقع Soccerway.com (الإنجليزية)
- جاهيير بارازا على موقع AS.com (الإسبانية)